# Chó săn thỏ Kerry
Chó săn thỏ Kerry, (tiếng Anh:Kerry Beagle, tiếng Ireland: An Ciadraíoch Pocadán) là một trong những giống chó săn lâu đời nhất có nguồn gốc từ Ireland. Giống chó này được xem là hậu duệ của Chó săn thế hệ cũ hoặc Chó săn Celtic. Nó là loài chó còn sót lại duy nhất từ giống chó săn mùi, có nguồn gốc từ Ireland.

## Lịch sử & sử dụng
Chó săn thỏ Kerry là một giống chó cổ, được cho là có niên đại từ thế kỷ 16; chi tiết phả hệ có nguồn gốc lâu đời, có thể truy lại thời gian đến năm 1794. Người ta nói rằng "gadhar", một con chó được nhắc đến trong một bản văn Ireland cổ đại, là một tổ tiên trực tiếp của Chó săn thỏ Kerry. Truyền thuyết địa phương kể rằng khi tàu lớn của Noah đến nghỉ ngơi để tiến lên Galtymore, đỉnh cao nhất ở Tipperary, hai con chó đen và nâu đã ngửi thấy một con cáo và nhảy theo đuổi nó và chúng không bao giờ được nhìn thấy nữa. Vào những năm 1800, số lượng của giống chó săn thỏ Kerry đã giảm sút ở Ireland, chỉ còn tồn tại với một đàn chó lớn được duy trì, Scarteen nổi tiếng của Quận Limerick thuộc gia đình Ryan, vẫn còn tồn tại ngày nay.
Ban đầu được nuôi như một giống chó săn hươu nai, ngày nay chúng được sử dụng để săn cáo, thỏ và cùng tham gia săn bắn.

### Sách chú giải
- Alderton, David, Hounds of the World, Swan Hill Press, Shrewsbury, 2000, ISBN 1-85310-912-6.
- Holland, Anne, Hunting: portrait, Little Brown, London, 2003, ISBN 0-316-86069-7.